# Папа (фильм, 1989)
«Папа» (англ. Dad; вариант названия: «Отец») — комедийная драма по одноимённому произведению Уильяма Уортона.

## Сюжет
Однажды, во время встречи успешный руководитель Джон Тремонт узнает, что его мать заболела и попала в больницу. Он немедленно вылетает в Лос-Анджелес. Там ему приходится ухаживать за отцом, в то время как мать восстанавливается после болезни. Отец Джона, Джейк Тремонт, раньше работал в аэрокосмической индустрии; выйдя на пенсию он стал полностью зависим от жены. Джон пытается вовлечь отца в повседневную жизнь, например, в дела по дому.

## В ролях
- Кэти Бейкер — Энни
- Джек Леммон — Джейк Тремонт
- Олимпия Дукакис — Бэт
- Тед Дэнсон — Джон
- Кевин Спейси — Марио
- Итан Хоук — Билли

## Съёмочная группа
- Режиссёр, продюсер и сценарист: Гари Дэвид Голдберг
- Композитор: Джеймс Хорнер

## Награды
- Джек Леммон за роль в этом фильме был номинирован на «Золотой глобус».